# 阿部観
阿部 観（あべ みつる、1971年 - ）は、日本の実業家。一般社団法人愛商塾代表理事、一般社団法人パッションリーダーズ副理事。

## 人物
1971年生まれ。愛知県名古屋市出身。愛知工業大学名電高等学校卒業。高校時代は硬式野球部に所属。卒業後は、愛知県内の様々な仕事に携わり1999年に上京。軽貨物運送・倉庫保管などの物流全般の事業や独立・起業できる人材育成事業を手掛ける。

## 略歴
- 1999年 - 東京都町田市（現在は東京都港区）に軽貨物運送事業としてアクティサービス（2010年に愛商物流へ社名変更）を設立[1][2]。
- 2009年 - 軽貨物・独立起業支援事業として一般社団法人愛商塾を設立し代表理事に就任[3]。

## 著書
- 『日本の軽貨物優良企業30社』学研プラス、2019年4月2日
- 『軽貨物運送で成功した10人の社長たち Part2』学研プラス、2016年11月1日
- 『軽貨物運送で成功した10人の社長たち』学研マーケティング、 2015年1月6日
- 『今日から稼ぐ「軽トラ」起業』ぱる出版、2014年8月1日
- 『最強の人材育成メソッド』総合法令出版、2014年12月20日
- 『10年後も稼げるホンモノの仕事 (シリーズ「日本のサムライ」) 』ブランポート出版局、2012年6月20日